# Baron Clinton

Wappen des aktuellen Baron Clinton

Ursprüngliches Wappen der Barone Clinton

Baron Clinton ist ein erblicher britischer Adelstitel in der Peerage of England.

## Erste Verleihung
Der Titel wurde am 6. Februar 1299 für Sir John de Clinton geschaffen, als dieser per Writ of Summons zum königlichen Parlament einberufen wurde.
Der 9. Baron wurde 1572 zum Earl of Lincoln (achter Verleihung) erhoben. Beim Tod des 5. Earl am 25. November 1692 fiel die Baronie Clinton in Abeyance.
Am 15. März 1721 wurde der Titel für Hugh Fortescue wiederhergestellt, der am 5. Juli 1749 in der Peerage of Great Britain zum Earl Clinton und Baron Fortescue, of Castle Hill in the County of Devon erhoben wurde, letzterer mit dem besonderen Zusatz, dass die Baronie Fortescue auch an seinen Halbbruder und dessen männliche Nachkommen vererbbar sei. Bei seinem Tod am 2. Mai 1751 erlosch sein Earldom, die Baronie Fortescue fiel an seinen Halbbruder Matthew Fortescue (1719–1785), dessen Sohn 1789 zum Earl Fortescue aufstieg, und die Baronie Clinton fiel erneut in Abeyance.
Am 14. März 1760 wurde die Abeyance zugunsten von Margaret Rolle als 15. Baroness Clinton beendet. Am 5. Juli 1957, beim Tod des 21. Barons fiel der Titel erneut in Abeyance und wurde am 18. März 1965 für Gerald Fane-Trefusis als 22. Baron Clinton wiederhergestellt. Seit 2024 hat dessen Sohn als 23. Baron Clinton den Titel inne.

## Zweite Verleihung
Am 6. September 1330 wurde auch William de Clinton, der Bruder des 2. Barons erster Verleihung durch Writ of Summons ebenfalls ins königliche Parlament berufen und damit eine weitere Baronie Clinton geschaffen. Er wurde 1337 zum Earl of Huntingdon (zweiter Verleihung) erhoben, seine Titel erloschen bei seinem Tod 31. August 1354.

## Liste der Barone Clinton

### Barone Clinton (1299)
- John de Clinton, 1. Baron Clinton († 1315)
- John de Clinton, 2. Baron Clinton († 1335)
- John de Clinton, 3. Baron Clinton († 1398)
- William de Clinton, 4. Baron Clinton (1378–1431)
- John de Clinton, 5. Baron Clinton (1410–1464)
- John Clinton, 6. Baron Clinton (1431–1488)
- John Clinton, 7. Baron Clinton (1471–1514)
- Thomas Clinton, 8. Baron Clinton (1490–1517)
- Edward Clinton, 1. Earl of Lincoln, 9. Baron Clinton (1512–1585)
- Henry Clinton, 2. Earl of Lincoln, 10. Baron Clinton (1541–1616)
- Thomas Clinton, 3. Earl of Lincoln, 11. Baron Clinton (1568–1619)
- Theophilus Clinton, 4. Earl of Lincoln, 12. Baron Clinton (1600–1667)
- Edward Clinton, 5. Earl of Lincoln, 13. Baron Clinton († 1692) (abeyant 1692)
- Hugh Fortescue, 1. Earl Clinton, 14. Baron Clinton (1696–1751) (Abeyance beendet 1721; abeyant 1751)
- Margaret Rolle, 15. Baroness Clinton (1709–1781) (Abeyance beendet 1760)
- George Walpole, 3. Earl of Orford, 16. Baron Clinton (1730–1791)
- Robert Trefusis, 17. Baron Clinton (1764–1797)
- Robert Trefusis, 18. Baron Clinton (1787–1832)
- Charles Trefusis, 19. Baron Clinton (1791–1866)
- Charles Hepburn-Stuart-Forbes-Trefusis, 20. Baron Clinton (1834–1904)
- Charles Hepburn-Stuart-Forbes-Trefusis, 21. Baron Clinton (1863–1957) (abeyant 1957)
- Gerard Fane-Trefusis, 22. Baron Clinton (1934–2024) (Abeyance beendet 1965)
- Charles Fane-Trefusis, 23. Baron Clinton (* 1962)

Titelerbe (Heir Apparent) ist der Sohn des aktuellen Titelinhabers, Hon. Edward Fane-Trefusis (* 1994).

### Barone Clinton (1330)
- William de Clinton, 1. Earl of Huntingdon, 1. Baron Clinton (um 1304–1354) (Titel erloschen)